# Aéroport d'Örnsköldsvik
L'aéroport d'Örnsköldsvik, code IATA : OER • code OACI : ESNO, est situé à Husum, dans la commune d'Örnsköldsvik (Västernorrland), à 24,6 km au nord-est de la ville (28 minutes par la route).
Créé en 1961, il a a priori une vocation locale. Les seuls vols réguliers sont assurés par Scandinavian Airlines, avec quatre rotations vers Stockholm-Arlanda les jours de semaine et trois le dimanche pour la même destination, en Dash 8 Q400.
Le nombre de passagers enregistrés à Örnsköldsvik a augmenté de façon substantielle à la fin des années 1990, malgré une conjoncture défavorable au transport aérien et les prix élevés pratiqués par SAS, en situation de monopole. Et ce aussi en dépit de la forte concurrence qu'exerce l'aéroport d'Umeå (pourtant situé à 1 h 30 de route au nord d'Örnsköldsvik, mais de plus grande importance et proposant des services de compagnies à bas prix : Fly Nordic, Malmö Aviation, Nordic Regional et Umeåflyg). Un autre point de départ, l'aéroport de Kramfors, à environ 1 h 25 au sud d'Örnsköldsvik, est moins concurrentiel, car seule Nordic Regional y est présente avec deux destinations (Arlanda et Umeå).
Pour autant, le trafic commercial d'Örnsköldsvik n'a cessé de progresser relativement lentement, mais constamment et, en 2005, l'aéroport a enregistré 142 933 passagers au départ ou à l'arrivée. En outre, à l'automne 2006, plusieurs vols charters directs vers la Turquie ont été mis en place par Pegasus Airlines.
En conséquence, l'aéroport a été entièrement rénové en 2005-2006, avec une nouvelle tour de contrôle, les halls de départ et d'arrivée et le tarmac entièrement refaits.

## Situation

### Carte des aéroports de Suède
| \| 50 km1:2 974 000 \| Montagnes · Sälen Ängelholm–Helsingborg Åre Östersund Arvidsjaur Borlänge Gällivare Göteborg-Landvetter Hagfors Halmstad Hemavan Tärnaby Jönköping Kalmar Karlstad Kiruna Kramfors-Sollefteå Linköping Luleå Lycksele Malmö Mora-Siljan Norrköping Örnsköldsvik Örebro Pajala Ronneby Skellefteå Stockholm-Arlanda Stockholm-Bromma Stockholm-Skavsta Stockholm-Västerås Sundsvall-Timrå Sveg Torsby Trollhättan–Vänersborg Umeå Växjö Vilhelmina Visby |
| 50 km1:2 974 000 |

## Statistiques
Pour des raisons techniques, il est temporairement impossible d'afficher le graphique qui aurait dû être présenté ici.

Voir la requête brute et les sources sur Wikidata.

## Compagnies et destinations
| Compagnies       | Destinations                                                   |
| ---------------- | -------------------------------------------------------------- |
| Amapola Flyg     | Stockholm-Arlanda                                              |
| Croatia Airlines | En saison charter : Split                                      |
| Enter Air        | En saison charter : La Canée I.-Daskaloyánnis, Rhodes-Diagoras |

Édité le 29/05/2020  Actualisé le 27/02/2023

## Charter
- Pegasus Airlines : diverses destinations parmi les quinze que propose la compagnie en Turquie.